# Martin Åslund
Martin Åslund (født 10. november 1976) er en svensk tidligere fodboldspiller, der senest spillede for den svenske klub Assyriska.
Han spillede i Viborg FF fra august 2005 til vinteren 2007. Her forlod han klubben efter en turbulent tid med bl.a. trænerfyring, og han var også selv ude med kritik af klubben.
Åslund fik debut på det svenske landshold i 1998 og har i alt opnået 4 kampe for nationalmandsskabet.